# Переписные участки Манитобы
Провинция Манитоба разделена Статистической службой Канады на 23 переписных участка:
- 1. Восточная Манитоба, Истмен
- 2. Район Стайнбака, Истмен
- 3. Долина Пембина, Пембина Вэлли
- 4. Район Пайлот Мунд, Пембина Вэлли
- 5. Юго-восток области Уэстмен
- 6. Район Вирдена, Уэстмен
- 7. Район Брандона, Уэстмен
- 8. Центральная Манитоба, Центральные равнины
- 9. Район Портидж-ла-Прери, Центральные равнины
- 10. Равнины Уайтхорс, Центральные равнины
- 11. Виннипег, столичная область Виннипег
- 12. Район Босежур, Истмен
- 13. Район Селкирка, Интерлейк
- 14. Юг области Интерлейк
- 15. Западная Манитоба, Уэстмен
- 16. Район Роблина, Расселла и Россбурна, Паркленд
- 17. Дофин, Паркленд
- 18. Северный район области Интерлейк
- 19. Северо-восток Северной области
- 20. Сван-Ривер, Паркленд
- 21. Флин-Флон и Северо-запад Северной области
- 22. Томпсон и север Северной области
- 23. Черчилл и Северная Манитоба, Северная область